# アール・アレクサンダー
アール・アレクサンダー（Earl Alexander, 1965年11月19日 - ）は、アメリカ合衆国の俳優・声優。

## 出演作品

### オンラインゲーム
- ザ・サファリング - The Suffering （2004年） - ジミー
- ザ・サファリング：Ties That Bind - The Suffering: Ties That Bind（2005年） - 様々な声
- Left 4 Dead - Left 4 Dead（2008年） - ルイス
- ソウ - Saw（2009年） - デイヴィッド・タップ刑事
- Left 4 Dead 2 - Left 4 Dead 2（2009年） - ルイス

### 映画
- Courage Doesn't Ask  - Courage Doesn't Ask （2007年） - ディクソン